# Mika Sadahiro
Mika Sadahiro (定広 美香, Sadahiro Mika) est une mangaka née un 30 juin à Osaka. Elle réalise principalement des yaoi. Elle est également connue sous le pseudonyme Ruka Kirishima (桐島 ルカ, Kirishima Ruka).

## Travaux
- 1990 : Eden
- 1991 : Trick or Treat !
- 1992 : Mobius Story ; Ginga Senritsu ; Sein ; Tight Rope
- 1993 : Chic ; Count 5
- 1994 : Kuuki no Sonzai
- 1995 : Haito Diamond ; Manchester no Natsu
- 1996 : Tenshi no Hohoemi
- 1997 : Harapeko no Inutachi
- 1998 : (Tomato that is) Going Bad ; Harukanaru Mizu no Oto
- 1999 : La Vie en rose ; Rub in Love
- 2000 : Agnus Dei - Lamb of God ; Neji no Kaiten
- 2001 : Love Songs
- 2002 : Buddy System ; Three and a Half
- 2003 : Dessin ; Hakui Tengoku ; Sasayaka na Yokubou ; Vanilla Boys
- 2003 - 2005 : Under Grand Hotel
- 2004 : Pathos ; XI
- 2005 : Organic Sons
- 2006 : Mukizu ja Irarenee
- 2007 : Innaikansen ; Surf Junkie
- 2008 : Anata o Wasuretai ; Shujii
- 2009 : Kinryouku no Mori ; Tenchijin : Meiyuu Ai-hen
- 2010 : Venus ni Seppun
- 2011 : Shinkai no Venus